# Highland Park (Florida)
Highland Park es una villa ubicada en el condado de Polk en el estado estadounidense de Florida. En el Censo de 2010 tenía una población de 230 habitantes y una densidad poblacional de 77,15 personas por km².

## Geografía
Highland Park se encuentra ubicada en las coordenadas 27°51′44″N 81°33′59″O / 27.86222, -81.56639. Según la Oficina del Censo de los Estados Unidos, Highland Park tiene una superficie total de 2.98 km², de la cual 1.24 km² corresponden a tierra firme y (58.47%) 1.74 km² es agua.

## Demografía
Según el censo de 2010, había 230 personas residiendo en Highland Park. La densidad de población era de 77,15 hab./km². De los 230 habitantes, Highland Park estaba compuesto por el 91.3% blancos, el 3.04% eran afroamericanos, el 0% eran amerindios, el 0% eran asiáticos, el 0% eran isleños del Pacífico, el 3.04% eran de otras razas y el 2.61% pertenecían a dos o más razas. Del total de la población el 8.26% eran hispanos o latinos de cualquier raza.